# Руджа
Руджа (рум. Rugea) — село у повіті Біхор в Румунії. Входить до складу комуни Бояну-Маре.
Село розташоване на відстані 427 км на північний захід від Бухареста, 53 км на північний схід від Ораді, 105 км на північний захід від Клуж-Напоки.

## Населення
За даними перепису населення 2002 року у селі проживали 7 осіб.